# Khan Younis
Khan Younis (Arabisch:خان يونس ) is een stad in het zuiden van de Gazastrook. Volgens het Palestijnse Bureau voor Statistiek hadden de stad en het naburige vluchtelingenkamp samen 200.000 inwoners in 1997. In 2007 had Khan Younis 142.613 inwoners, Khan Younis Camp 37.640.
Het vluchtelingenkamp werd in 1948 tijdens de Arabisch-Israëlische Oorlog van 1948 gesticht. In het begin woonden er zo'n 35.000 vluchtelingen, de meeste verdreven uit de buurt van Beersjeba. Het aantal vluchtelingen dat door de VN organisatie UNRWA in 2002 geregistreerd was bedroeg 60.662.